# Egejuru Godslove Ukwuoma
Egejuru Godslove Ukwuoma vagy röviden Godslove (Lagos, 1986. december 4. –) nigériai labdarúgó, csatár.
Nigéria legnagyobb városában, Lagosban született és itt kezdett el a labdarúgással foglalkozni. Az ibo népcsoportba tartozó, keresztény családból származik, édesapja ügyvéd, édesanyja kórházi dolgozó. Hét testvére van.

## Pályafutása
Még nem volt profi klubcsapata, mikor 2005-ben Kaposváron szerepelt egy utánpótlás csapattal az Ifjúsági Futballfesztiválon. Innen már nem tért haza, hanem a harmadosztályú Csurgóhoz igazolt, ahol Dragan Puskas és Bódis János voltak az edzői. Itt ismerkedett meg barátnőjével, akitől azóta egy kislánya született.
2007-ben egy osztállyal feljebb került, a másodosztályú Kaposvölgye VSC játékosa lett. 2007. augusztus 11-én mutatkozott be új csapatában, 65 percet töltött pályán kezdőként a Gyirmót SE ellen 1 –0-ra megnyert mérkőzésen. Az első góljára hosszú ideig kellett várni, 2008. április 30-án talált be a Lombard Pápa ellen 3 –1-re megnyert bajnokin. Az idényből hátralevő 5 találkozón viszont még négyszer volt eredményes. A Magyar Kupa küzdelmei során 2 mérkőzésen 5 gólt szerzett. A bajnoki címvédő DVSC csapata ellen kétszer is a hálóba talált.
2008–2009-ben 29 mérkőzésen 8 gólt szerzett a bajnokságban, a kupában 4 mérkőzésen gól nélkül zárt. Még fél évig volt a nagyberki csapat tagja, majd az együttműködési megállapodásuk értelmében ingyen átigazolt az első osztályú Kaposvárhoz. Mikor elhagyta a csapatot az NB II-es góllövőlista második helyezettje volt 14 mérkőzésen szerzett 8 góljával.
Az NB I-ben 2010. február 27-én mutatkozott be, kezdőként 73 percet játszott a Budapest Honvéd ellen 1–0-ra megnyert mérkőzésen. Második mérkőzésén, a Szombathelyi Haladás ellen súlyos sérülést szenvedett, arccsontjának járomívnyúlványa törött el és műteni kellett. Egy hónapig tartott a gyógyulás, április 3-án játszott újra az FTC ellen.
Ezt követő meccseken kezdőjátékosként (Rákóczi-Vasas, Rákóczi-MTK, DVSC-Rákóczi, Rákóczi-Videoton), majd a szezon záró meccsein csereként kerülhetett a pályára (Újpest-Rákóczi, Rákóczi-ETO, Kecskemét-Rákóczi).
NB. I-es mérkőzéseinek száma: 30